# Biserica unitariană din Avrămești

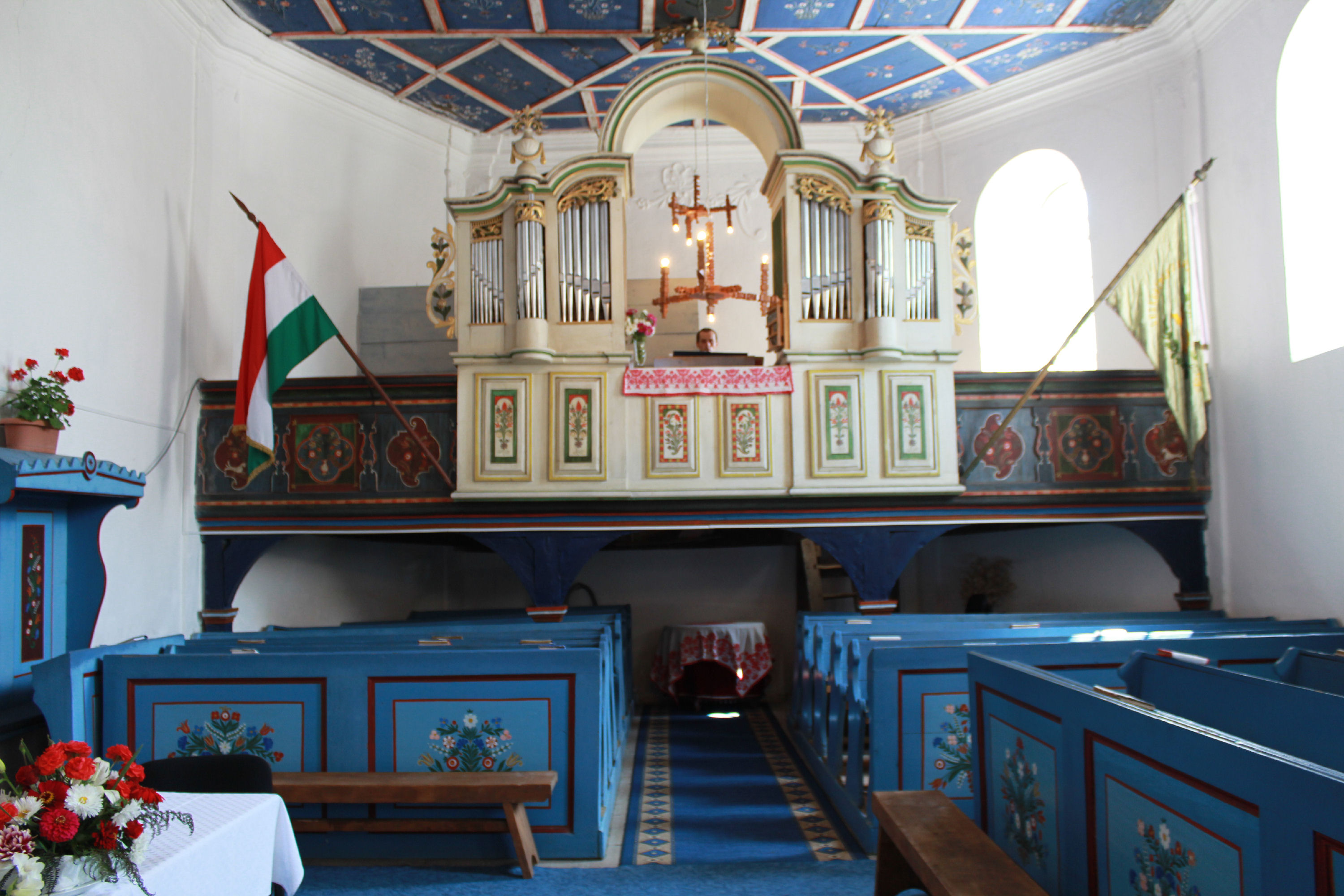
Interiorul navei

Biserica unitariană din Avrămești este un monument istoric aflat pe teritoriul satului Avrămești; comuna Avrămești, județul Harghita.

## Localitatea
Avrămești (în maghiară Szentábrahám) este satul de reședință al comunei cu același nume din județul Harghita, Transilvania, România. Avrămești este situat la 6 km nord de Cristuru Secuiesc, pe valea râului Goagiu. A fost menționat pentru prima oară în anul 1334 în lista dijmelor papale ca Sancto Abraama.

## Biserica
Pe baza săpăturilor făcute între anii 1985 și 1987 s-a stabilit că localitatea avea o biserică încă din secolul al XII-lea. Szentábrahám (Avrămești) era satul „sfânt” al regiunii, unde veneau pentru a participa la slujbe și locuitorii din Andreeni, Cechești și Goagiu. Odată cu răspândirea Reformei, locuitorii au trecut la unitarianism. Cel mai vehi document din arhiva parohiei este din anul 1751. În timpul vizitei episcopale din 1800, a fost pregătită o descriere detaliată a bisericii. Sunt menționate reparații între anii 1681-1682, alte reparații majore fiind făcute între anii 1775-1785.
Biserica medievală avea două clopote. Unul dintre ele, datat din secolul al XIV-lea, având inscripția  „O REX GLORIE VENI CUM PACE.”, a fost rechiziționat în timpul Primului Război Mondial, dar a fost salvat și în prezent se păstrează la Muzeul Național din Budapesta.
Biserica medievală a fost demolată în anul 1802, biserica actuală fiind construită în centrul satului între anii 1803 și 1811, pastorul care a supervizat lucrările de construcție fiind András Simény.
Tavanul casetat este opera lui János Folbert din Sighișoara. Partea cea mai veche a tavanului casetat (partea de vest) provine probabil de la biserica anterioară, dar nici aceasta nu poate fi mai veche de sfârșitul secolului al XVIII.-lea.
Lista pastorilor cuprinde 18 nume, începând cu anul 1758.

## Imagini

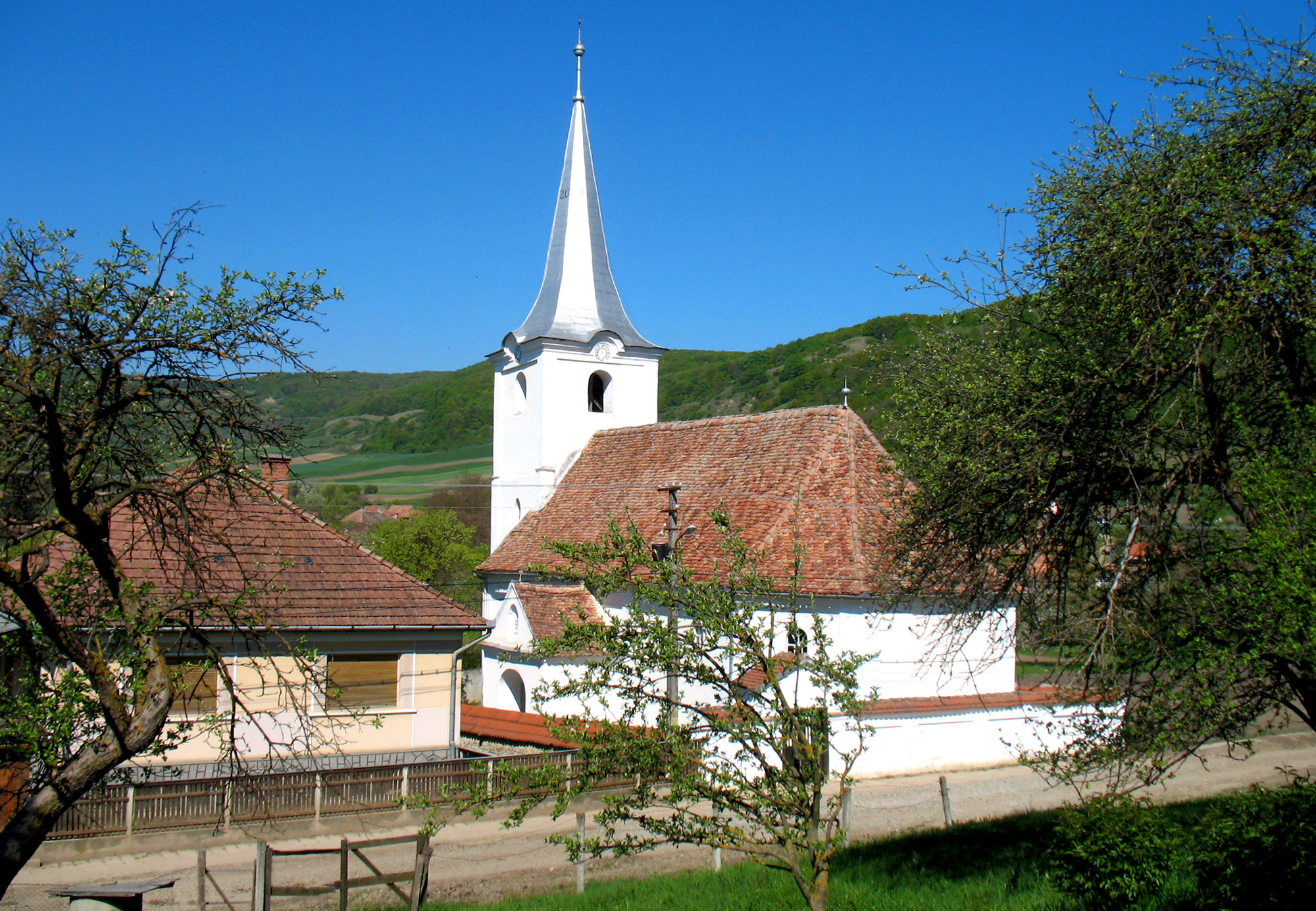
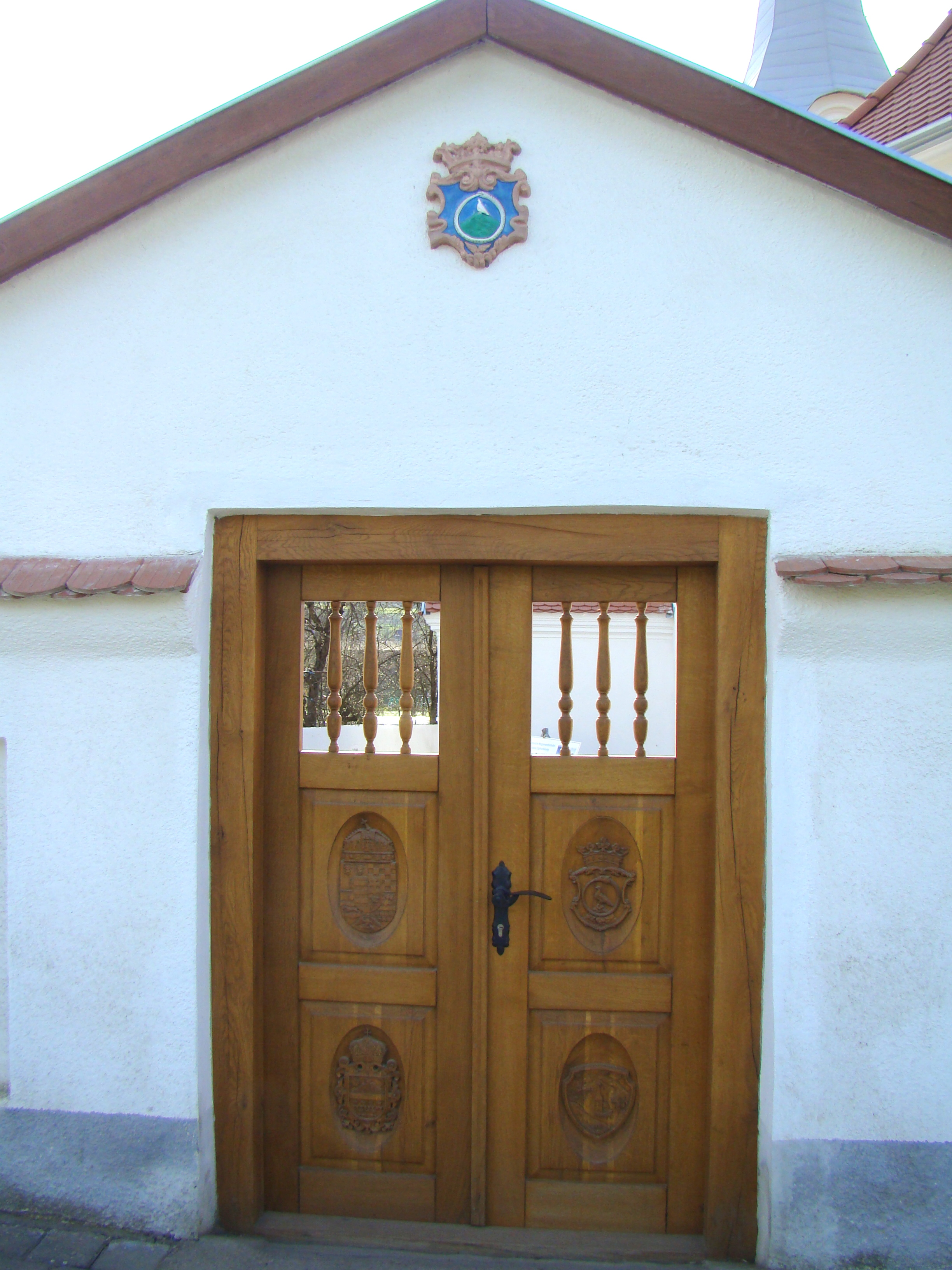
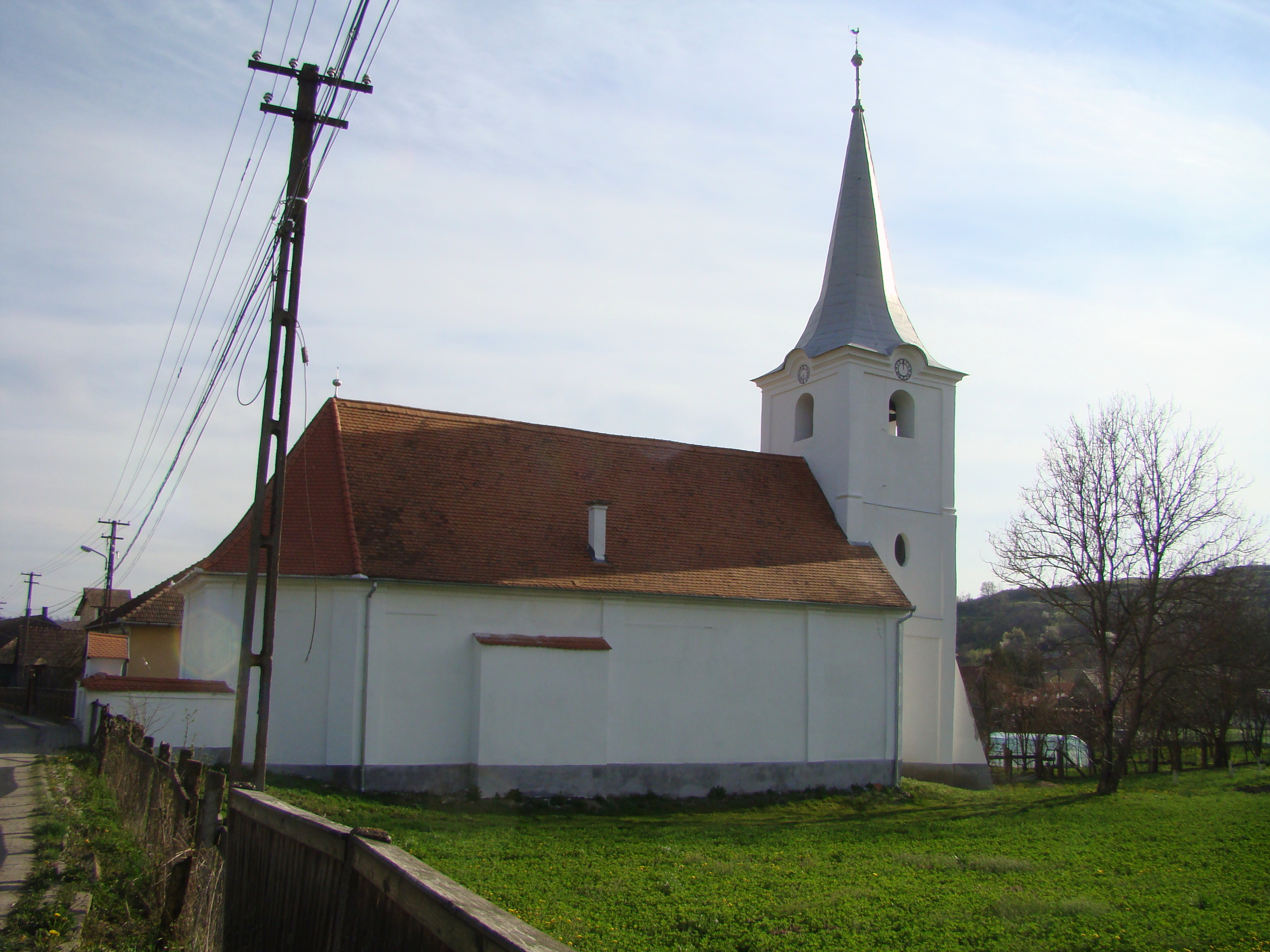
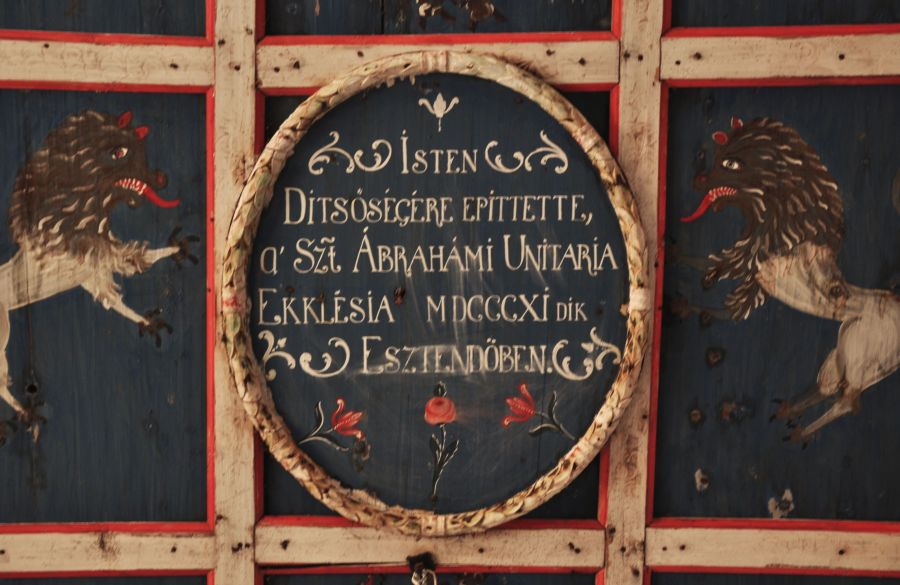
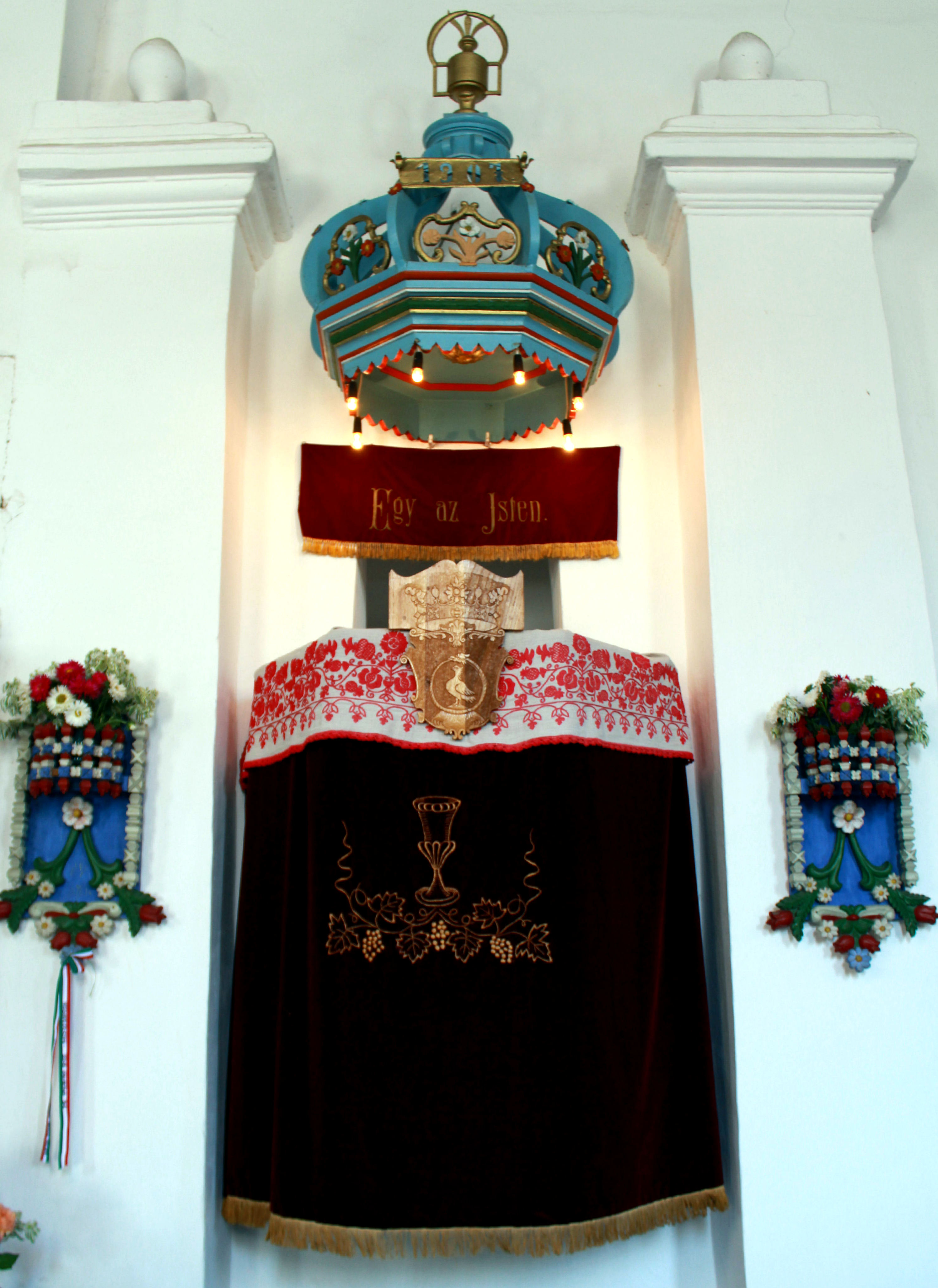
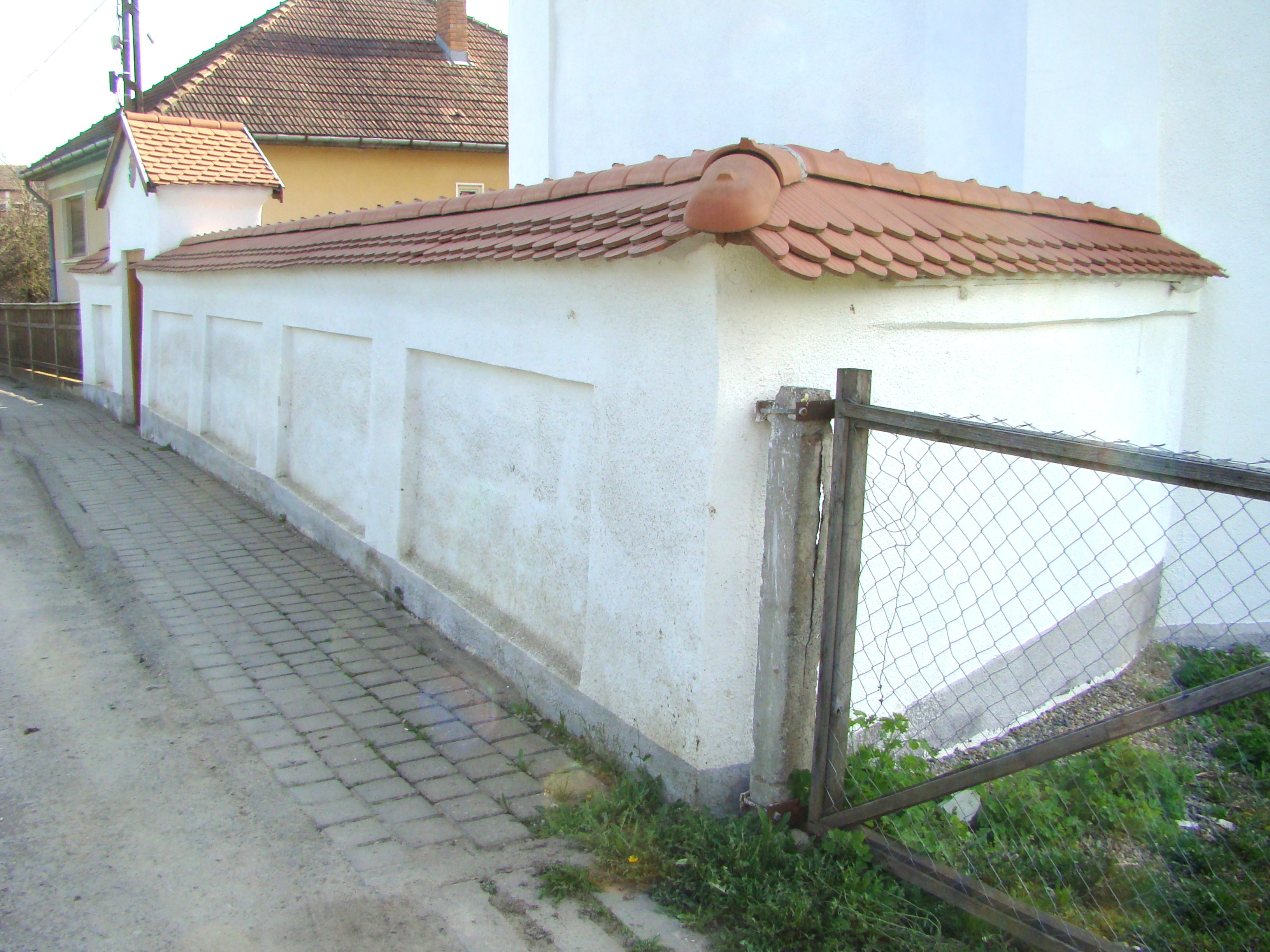
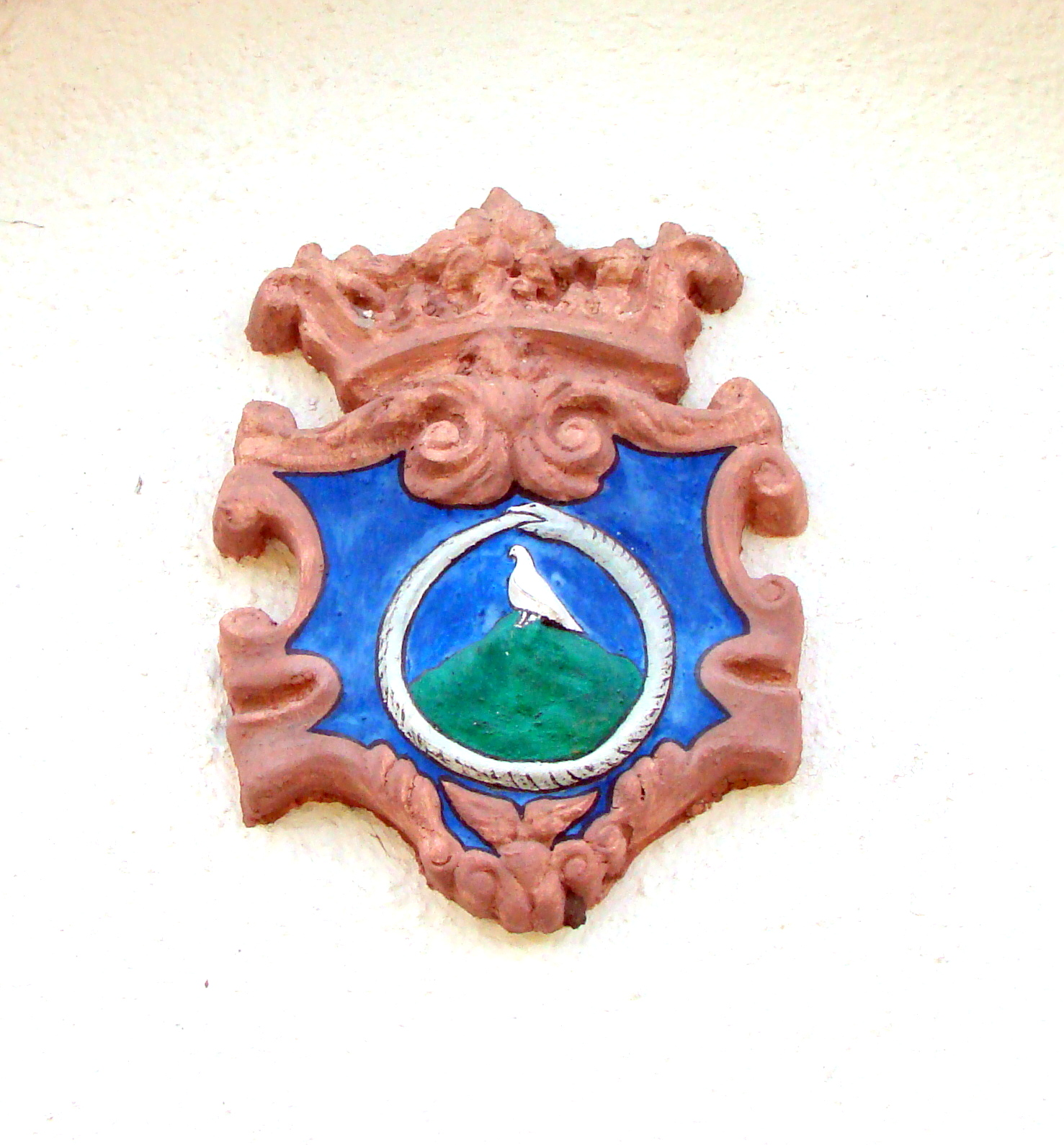
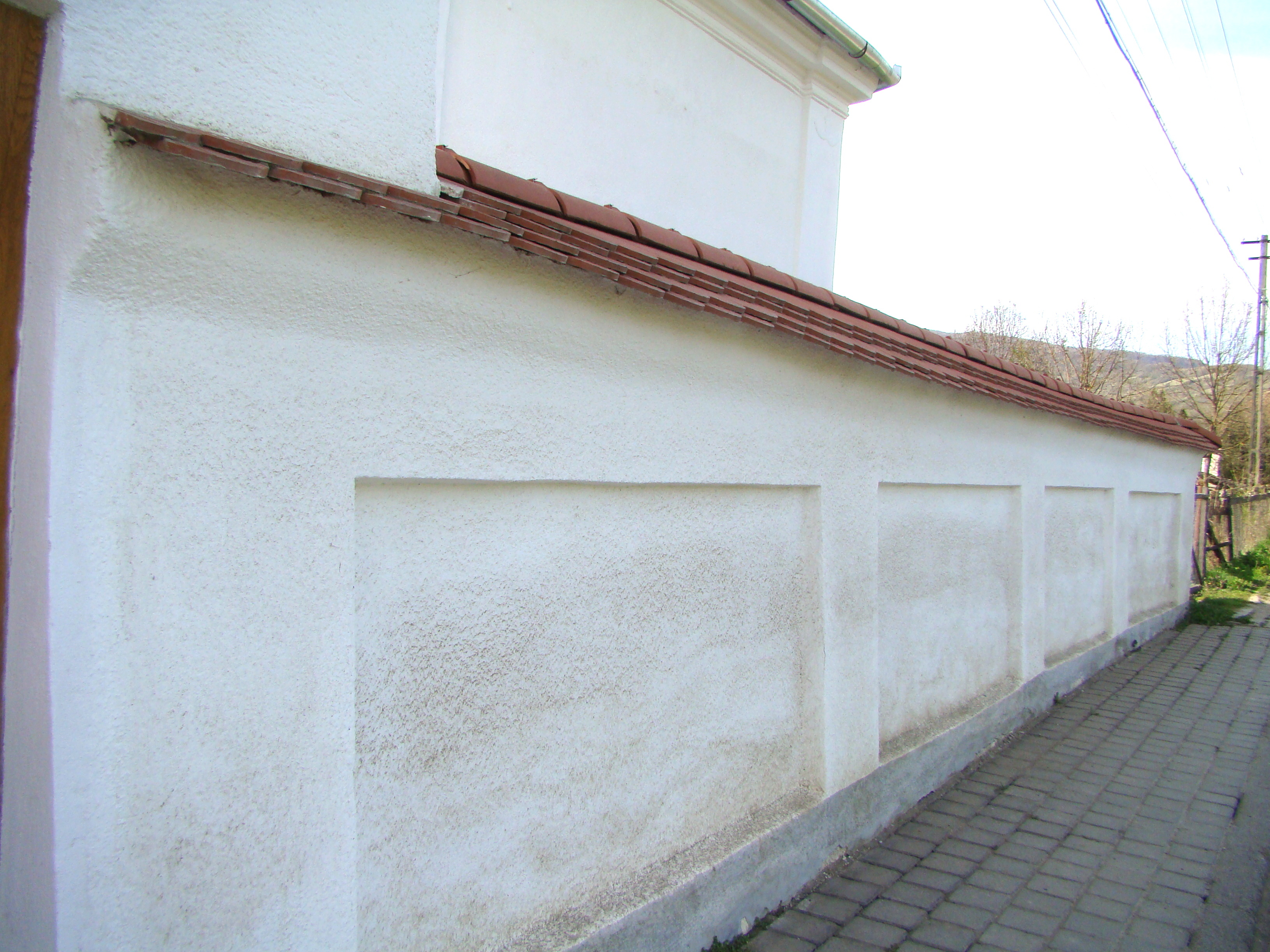
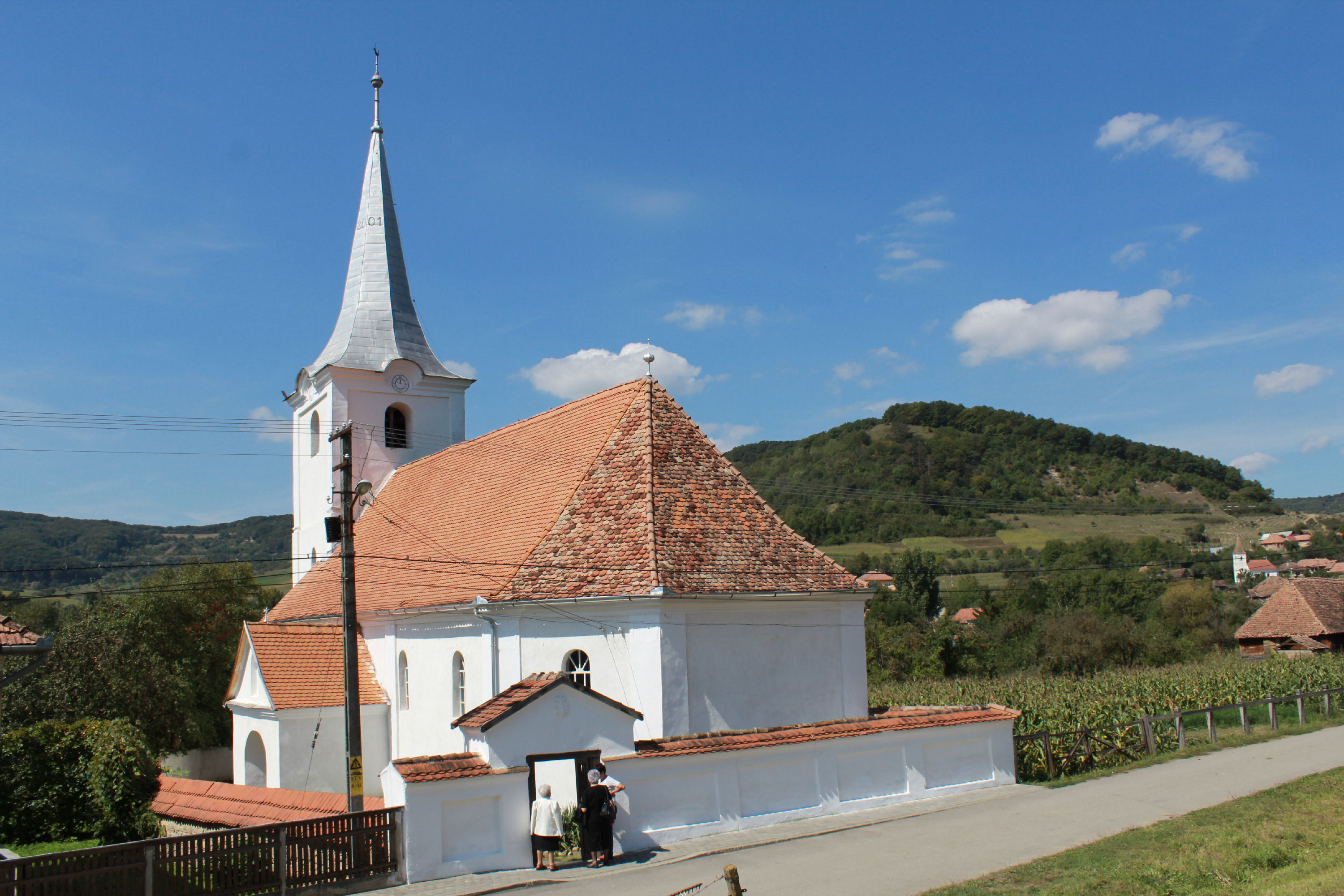
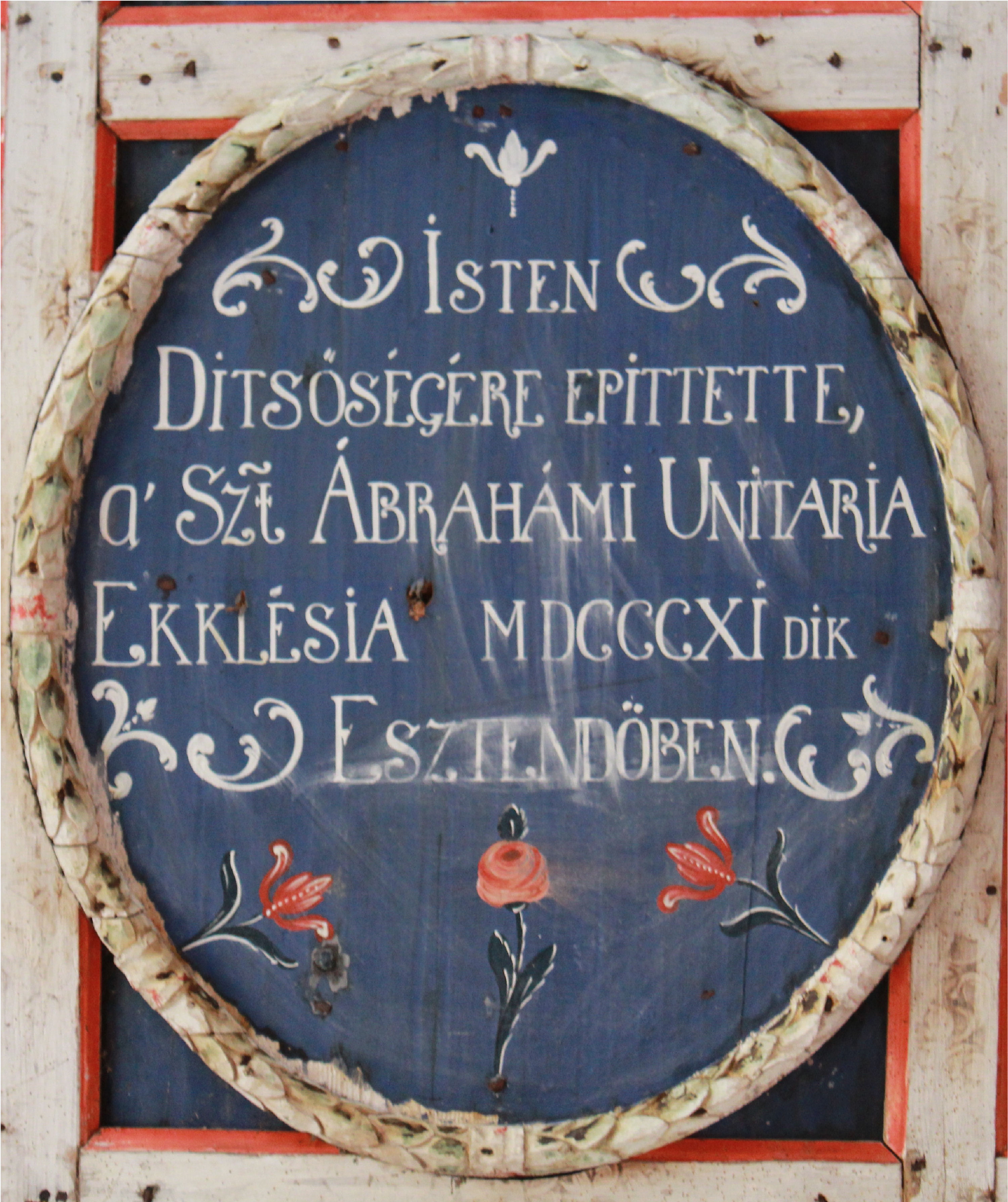

## Vezi și
- Avrămești, Harghita